# La Niña de La Puebla
Dolores Jiménez Alcántara (La Puebla de Cazalla, Sevilla, 28 de juliol de 1908 - Màlaga, 14 de juny de 1999), coneguda artísticament com a La Niña de La Puebla, va ser una cantaora de flamenc i de copla andalusa.
Filla d'un barber aficionat al cant, Dolores Jiménez va néixer a La Puebla de Cazalla (Sevilla). Un col·liri mal compost li va fer perdre per sempre la vista als tres dies de néixer. Amb vuit anys va començar a rebre ensenyament especial i musical. Als 20 anys, acompanyada de la seva guitarra, va actuar en un festival en Morón de la Frontera (Sevilla). La seva carrera es va llançar imparable. Va passar de la interpretació d'estils més lleugers, com les colombianes o els fandangos, a d'altres de solemnes, com la seguiriya o la soleá. Segons les seves pròpies declaracions va decidir dedicar-se al cant professional quan va sentir cantar el Niño de Marchena.
Va estar casada amb un altre notable cantaor, Luquitas de Marchena (Lucas Soto Martín, n. a Linares, 1913-1965). D'aquest matrimoni van néixer uns altres dos coneguts artistes del folklore andalús: Adelfa Soto i Pepe Soto.
El seu gran triomf va arribar abans de la Guerra Civil Espanyola (1936-1939), però va ser posteriorment quan La Niña de la Puebla va dur a terme una activitat artística gairebé frenètica, en gira contínua per tot Espanya fins als anys setanta, representant cada any un espectacle diferent: Ópera flamenca (1947), Pasan las coplas (1947), El sentir de la copla (1950), Toros y cante (1951), Noche de coplas (1953), Así canta Andalucía (1954), Herencia de arte (1955), Noche Flamenca (1963), Fantasía Flamenca (1970)...
Al llarg de tota la seva carrera professional va treballar amb figures llegendàries de l'art flamenc: Manolo Sanlúcar, El Cojo de Huelva, Pepe Marchena, Manuel Vallejo, José Cepero, Juanito Valderrama, Niña de Antequera, Pepe Pinto, El Sevillano, Rafael Farina, El Carbonerillo, El Corruco de Algeciras, José Menese o Camarón de la Isla. El 1987, es va retirar dels escenaris després d'actuar en la Cimera Flamenca que es va celebrar a Madrid. Però va reaparèixer als escenaris el 1995 i ja no els va deixar fins que la mort la va sorprendre quatre anys després. El seu últim espectacle va haver d'acabar-lo abans de temps perquè es trobava malament.
Una setmana després de la seva mort havia de rebre la Medalla d'Or al Mèrit de les Belles Arts. Un dels seus fills va manifestar quin era el més gran desig de la seva mare: ser recordada per la colombiana Serranía del Brasil, que cantava al costat del seu marit, el també cantaor Luquitas de Marchena. Sempre serà recordada pel sabor popular que va saber imprimir a totes les seves interpretacions, en especial en la seva versió de Los Campanilleros, més lleugera i popular que la de Manuel Torre.
La Niña de la Puebla va destacar -a banda dels seus Campanilleros- en tonadillas, fandangos i malaguenyes. Una cantaora de ritme i compàs, i als seus discos hi ha cants per soleá, seguiriyas, malaguenyes, nadales, tarantas, granaínas, etc. Ha format informe de les més importants companyies d'espectacles flamencs. Va residir durant molts anys a Màlaga, ciutat en la qual va morir a causa d'una hemorràgia cerebral el dia 14 de juny de 1999.